# Gamma Apodis
Désignations
Gamma Apodis (γ Aps, γ Apodis) est une étoile géante de la constellation circumpolaire australe de l'Oiseau de paradis. Elle est visible à l'œil nu avec une magnitude apparente visuelle de 3,86. À partir des mesures de sa parallaxe annuelle, la distance de l'étoile est estimée à 156 années-lumière. Elle s'éloigne du Système solaire à une vitesse radiale de +6 km/s.

## Propriétés
Gamma Apodis est une étoile géante jaune évoluée de type spectral G9 III. C'est une géante du red clump, ce qui indique qu'elle génère son énergie par la fusion de l'hélium dans son noyau. L'étoile est une source active de rayons X avec une luminosité de 1,607 × 1030 erg s–1, ce qui en fait l'une des 100 sources stellaires de rayons X les plus fortes à moins 50 parsecs du Soleil.

## Désignation
En chinois, du fait de l'adaptation des constellations européennes de l'hémisphère austral au système chinois, 異雀 (Yì Què), signifiant Oiseau exotique, fait référence à un astérisme constitué de γ Apodis, ζ Apodis, ι Apodis, β Apodis, δ Octantis, δ1 Apodis, η Apodis, α Apodis et ε Apodis. Par conséquent, γ Apodis elle-même est appelée 異雀四 (Yì Què sì, la quatrième [étoile] de l'Oiseau exotique).